# بازار هدف

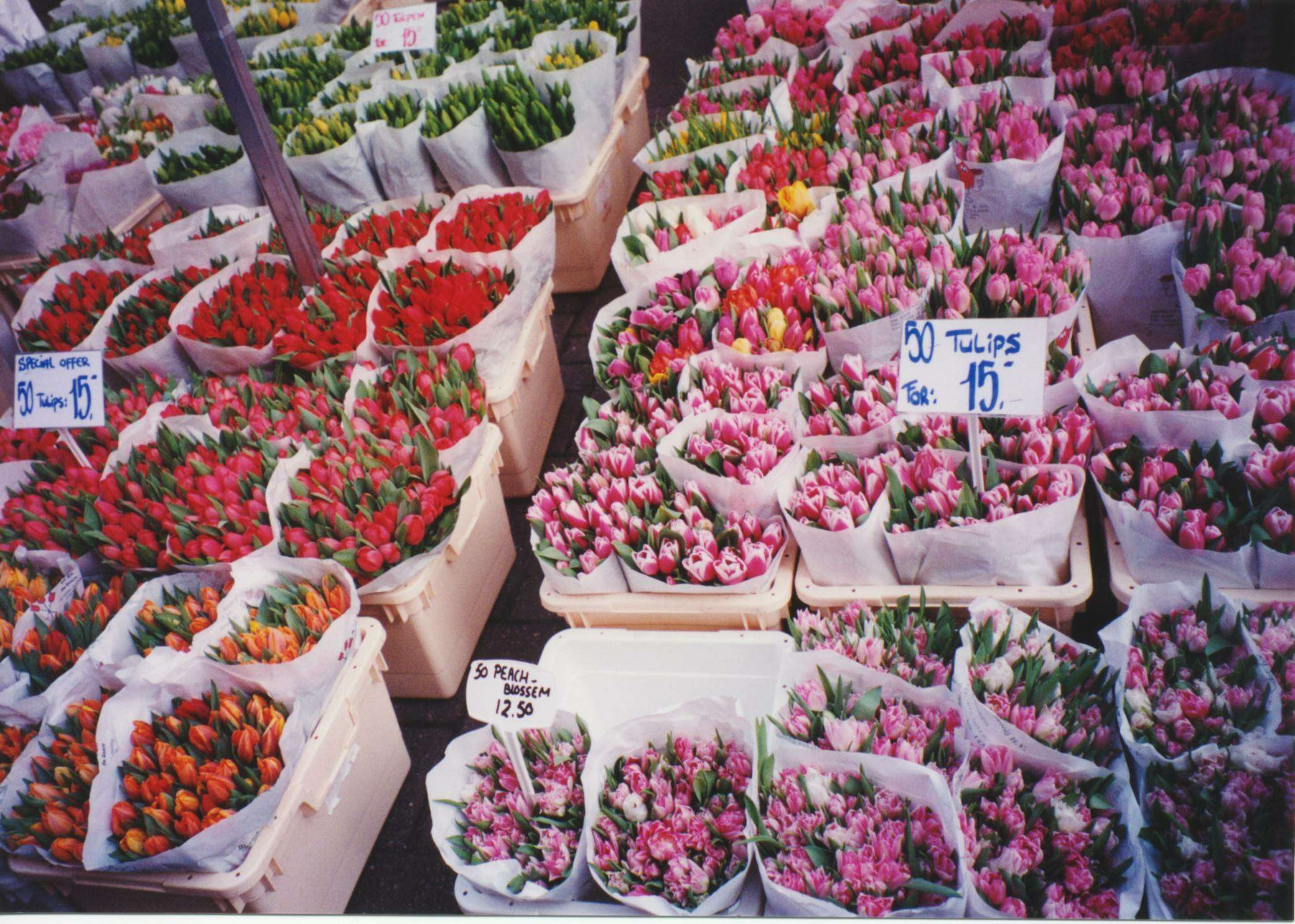
بازار هدف

بازار هدف (به انگلیسی: Target Market) به بخشی از بازار گفته می‌شود که فروشندگان هدف فروش محصول یا خدمات را به آن‌ها دارند. طبیعی است که کالا یا خدمات مورد نظر، برای این دسته از افراد ایجاد شده‌است(مشتری مشکوک). به عنوان نمونه مشتری مشکوک لاستیک ماشین، صاحبان ماشین‌هایی هستند که لاستیک‌هایشان فرسوده شده‌است. مسلماً کسانی که ماشین ندارند یا لاستیک ماشین آن‌ها فرسوده نیست جزء مشتریان مشکوک نخواهد بود. نتیجه اینکه نمی‌توانند جزء بازار هدف لاستیک ماشین باشند.
در بازاریابی، بازار هدف هر محصول یا خدماتی، توسط تولیدکننده یا ارائه‌کننده خدمات شناسائی شده و تبلیغات و بازاریابی بر روی آن‌ها انجام می‌شود. تعیین بازار هدف به عوامل مختلفی بستگی دارد. می‌توان در پله اول با استفاده از قیمت و کاربرد کالا، تعریف اولیه‌ای از بازار هدف انجام داد ولی پس از آن پارامترهایی از مشتریان مشکوک مثلاً سن، تحصیلات، جنسیت، محل سکونت و… اجزائی هستند که بازار هدف را مشخص تر می‌کنند.
در بازاریابی مدرن معمولاً تعریف دقیقی از بازار هدف انجام می‌دهند تا بهتر و موفق تر عمل کنند. مسلماً هر چه بازار هدف دقیق تر انتخاب شود، تبلیغات مناسب تری صورت گرفته و فروش بیشتری اتفاق خواهد افتاد. در بازاریابی مستقیم تعیین درست بازار هدف یکی از عوامل مهم در موفقیت در فروش است.
یک بازار هدف، گروهی از افرادی است که یک محصول یا خدمات را خریداری می‌کنند. بازار هدف متشکل از مشتریانی است که دارای ویژگی‌های مشابه مانند سن، موقعیت، درآمد و شیوه زندگی هستند.

## انواع بازار هدف
بازارهای هدف را می‌توان به بازارهای هدف اولیه و ثانویه تقسیم کرد. بازارهای هدف اصلی آن دسته از بازارهایی هستند که تلاشهای بازاریابی عمدتاً هدایت شده و بازارهای ثانویه کوچکتر یا کمتر اهمیت دارند. به عنوان مثال، بازار اصلی هدف برای یک فروشگاه جواهرات ممکن است زنان میانسال باشد که در مورد مد، و بازار هدف ثانویه آن‌ها می‌تواند مردانی میانسال باشند که ممکن است بخواهند برای زنان هدایایی را در زندگی خود بخرند.